# هيذر نوفا
هيذر نوفا (بالإنجليزية: Heather Nova)‏ هي مغنية ومغنية مؤلفة وكاتِبة وشاعرة بريطانية، ولدت في 6 يوليو 1967 في برمودا في المملكة المتحدة.

## وصلات خارجية
- الموقع الرسمي
- هيذر نوفا على موقع IMDb (الإنجليزية)
- هيذر نوفا على موقع ميوزك برينز (الإنجليزية)
- هيذر نوفا على موقع أول ميوزيك (الإنجليزية)
- هيذر نوفا على موقع ديسكوغز (الإنجليزية)